# Hieracium macrodontophyllum
Hieracium macrodontophyllum is een zeldzame soort uit het geslacht havikskruid (Hieracium).

## Determinatie
Hieracium macrodontophyllum is een opvallende soort, die ruim een meter hoog kan worden, met ruim 40 bladeren. De soort lijkt sterk op het wijdverspreide stijf havikskruid (Hieracium laevigatum) maar verschilt hiervan doordat ze haren op de steeltjes en buitenste omwindschubben heeft. Ook heeft ze lange, slanke, meestal naar voren gebogen (in plaats van onregelmatige korte driehoekige), soms veervormige, tanden op de elliptische tot lang-lancetvormige (in plaats van breed lancetvormige tot eivormige) bladeren.

## Ecologie
Hieracium macrodontophyllum wordt vooral aangetroffen in grazige, halfbeschaduwde berm- en zoomvegetatie. Dikwijls gaat het om vegetatie uit de klasse van gladde witbol en havikskruiden.